# Бялогард
Бяло̀гард (на полски: Białogard; на немски: Belgard an der Persante; на кашубски: Biôłogard) е град Северна Полша, Западнопоморско войводство. Административен център е на Бялогардски окръг, както и на селската Бялогардска община, без да е част от нея. Самият град е обособен в самостоятелна община с площ 25,73 км2.

## География
Градът се намира в историческия регион Померания. Разположен е край река Парсента, на 37 километра югозападно от Кошалин и на 36 километра югоизточно от Колобжег.

## История
Селището получава градски права през 1299 г. от княз Богуслав IV. В периода 1975 – 1998 г. е част от Кошалинското войводство.

## Население
Населението на града възлиза на 24 368 души (2017 г.). Гъстотата е 947 души/км2.
Демографско развитие

## Личности
Родени в града
- Александер Квашневски – полски президент
- Дариуш Бялковски – полски каякар, олимпийски медалист

## Градове партньори
- Монтана, България
- Акнисте, Латвия
- Албано Лациале, Италия
- Бинц, Германия
- Гнушьо, Швеция
- Маарду, Естония
- Олен, Белгия
- Тетеров, Германия

## Фотогалерия
- Площад „Свобода“
- Полчинската порта
- Железопътната гара
- Църква „Св. Йежи“